# José Balta
Pour les articles homonymes, voir Balta.
José Balta y Montero, né le 25 avril 1814 à Lima (Pérou), mort le 26 juillet 1872 à Lima, est un militaire et homme d'État péruvien. Il est le président de la République, du 2 août 1868 au 22 juillet 1872, date du coup d'État militaire du général Tomás Gutiérrez. Quelques jours après la chute de la République, il est assassiné par les hommes de Gutiérrez. 